# 刺鲳
刺鲳（学名：Psenopsis anomala）为輻鰭魚綱鱸形目鯧亞目长鲳科的一種，俗名䖳鲳、肉鱼、瓜核、肉鲫仔、南鲳、玉昌、海仓。

## 分布
本魚分布于西太平洋區，日本、越南、泰國、朝鮮半島及中國東海、黃海、南海、台灣、香港等海域。该物种的模式产地在日本。

## 深度
水深30-60公尺。

## 特徵
本魚體短而高側扁，呈橢圓形，頭稍呈圓形。被圓鱗，極易脫落，體表面分泌有粘液。鰓蓋上方有一模糊黑斑，體淺灰藍色，外罩以銀白色光澤。背鰭硬棘6-7枚;背鰭軟條27-33枚;臀鰭硬棘3枚;臀鰭軟條24-28枚，成魚体长可達30公分。

## 生態
本魚棲息在沙質底區的底層到表層的整個海域，以浮游性動物、小魚及甲殼類為食。幼魚生活於表層，成魚生活於底層。

## 經濟利用
刺鲳是一种重要食用鱼，野生数量稳定，適合煎或清蒸食用。